# Мексимьё
Мексимьё (фр. Meximieux) — муниципалитет во французском департаменте Эн, в регионе Рона — Альпы. Население — 7 334 (2008).
Расстояние до Парижа — 400 км, до Лиона — 32 км.

## Известные жители
- Клод Фавр де Вожла — учредитель Французской академии, один из законодателей французского классицизма XVII века в области литературного языка.